# Zwiebelkalender
Der Zwiebelkalender ist ein alter Orakelbrauch, der gewöhnlich zu Silvester vor allem in Schwaben, im Erzgebirge, Isergebirge, in Schlesien und in Siebenbürgen ausgeübt wurde.
In den Zwölf Nächten oder zu Neujahr schnitt man eine Zwiebel in 12 Schalen, von denen jede mit einem Monatsnamen bezeichnet und mit Salz bestreut wurden. Am nächsten Morgen sollte sich dann je nach Ausmaß der angezogenen Feuchtigkeit in der schälchenförmigen Zwiebelschale die Regenmenge oder Trockenheit des betreffenden Monats erkennen lassen.
Im Erzgebirge glaubte man bereits nach Ablauf einer Stunde den nassesten Monat des Jahres daran ablesen zu können, in welcher Schale das Salz die größte Menge an Wasser aufgenommen hatte.